# Sedasta ferox
Genre
Espèce
Sedasta ferox, unique représentant du genre Sedasta, est une espèce d'araignées aranéomorphes de la famille des Araneidae.

## Distribution
Cette espèce se rencontre en Afrique de l'Ouest.

## Publication originale
- Simon, 1894 : Histoire naturelle des araignées. Paris, vol. 1, p. 489-760 (texte intégral).